# اوراوویتسا (تسرکوونیتسا)
اوراوویتسا (به صربی: Oraovica) یک منطقهٔ مسکونی در صربستان است که در لسکواس واقع شده‌است. اوراوویتسا ۱۵۲ نفر جمعیت دارد.